# Communauté de communes des Portes de l’Île-de-France
Die Communauté de communes des Portes de l’Île-de-France (offizielle Schreibweise: Communauté de communes Les Portes de l’Île-de-France) ist ein französischer Gemeindeverband mit der Rechtsform einer Communauté de communes im Département Yvelines in der Region Île-de-France. Sie wurde am 11. Dezember 2016 gegründet und umfasst 18 Gemeinden (Stand: 1. Januar 2019). Der Verwaltungssitz befindet sich im Ort Freneuse.

## Historische Entwicklung
Der Gemeindeverband entstand mit Wirkung vom 1. Januar 2017 durch die Fusion der Vorgängerorganisationen
- Communauté de communes des Portes de l’Île-de-France (vor 2017) und
- Communauté de communes du Plateau de Lommoye.

Trotz der Namensgleichheit mit der Vorgängerorganisation handelt es sich um eine Neugründung mit anderer Rechtspersönlichkeit.

## Mitgliedsgemeinden
| Gemeinde                                             | Einwohner 1. Januar 2022 | Fläche km² | Dichte Einw./km² | Code INSEE | Postleitzahl |
| ---------------------------------------------------- | ------------------------ | ---------- | ---------------- | ---------- | ------------ |
| Bennecourt                                           | 1.792                    | 6,95       | 258              | 78057      | 78270        |
| Blaru                                                | 886                      | 14,84      | 60               | 78068      | 78270        |
| Boissy-Mauvoisin                                     | 638                      | 5,11       | 125              | 78082      | 78200        |
| Bonnières-sur-Seine                                  | 5.077                    | 7,66       | 663              | 78089      | 78270        |
| Bréval                                               | 2.031                    | 11,38      | 178              | 78107      | 78980        |
| Chaufour-lès-Bonnières                               | 454                      | 3,02       | 150              | 78147      | 78270        |
| Cravent                                              | 436                      | 6,13       | 71               | 78188      | 78270        |
| Freneuse                                             | 4.299                    | 10,32      | 417              | 78255      | 78840        |
| Gommecourt                                           | 621                      | 5,67       | 110              | 78276      | 78270        |
| La Villeneuve-en-Chevrie                             | 662                      | 11,79      | 56               | 78668      | 78270        |
| Limetz-Villez                                        | 2.067                    | 9,35       | 221              | 78337      | 78270        |
| Lommoye                                              | 643                      | 9,38       | 69               | 78344      | 78270        |
| Ménerville                                           | 218                      | 3,51       | 62               | 78385      | 78200        |
| Moisson                                              | 913                      | 9,70       | 94               | 78410      | 78840        |
| Neauphlette                                          | 872                      | 9,72       | 90               | 78444      | 78980        |
| Notre-Dame-de-la-Mer                                 | 734                      | 8,92       | 82               | 78320      | 78270        |
| Saint-Illiers-la-Ville                               | 356                      | 6,48       | 55               | 78558      | 78980        |
| Saint-Illiers-le-Bois                                | 448                      | 4,39       | 102              | 78559      | 78980        |
| Communauté de communes des Portes de l’Île-de-France | 23.147                   | 144,32     | 160              | –          | –            |